# 膏肓異形介
膏肓異形介（学名：Heteroconchella gaohuanga）为粗面介科異形介屬下的一个种。